# Wireless local loop
Wireless local loop (WLL o ultimo miglio via onde radio) è uno dei termini utilizzati per descrivere il collegamento a banda larga wireless dell'utente finale alla rete del provider, per ricevere servizi di telecomunicazione, sia dati sia fonia. Nomenclature alternative sono: broadband wireless access (BWA), fixed-radio access (FRA), fixed wireless access (FWA), metro wireless (MW) e radio in the loop (RITL).
Il WLL è realizzato tramite sistemi radio digitali, punto-multipunto, nelle bande di frequenza 24,5 – 26,5 GHz e 27,5 – 29,5 GHz.

## Definizione del servizio
L'AGCOM informa che "La tecnologia Wireless Local Loop si pone come alternativa alle tecniche di accesso locale ad alta velocità". I sistemi punto - multipunto presentano vantaggi rispetto alle soluzioni di accesso basate su fibra, cavo coassiale e sistemi XDSL su rame. Infatti, i sistemi punto-multipunto offrono:
- accesso alternativo a larga banda da implementare in tempi brevi;
- costi realizzativi e gestionali ridotti;
- ridotto impatto urbanistico

L'introduzione dei sistemi punto-multipunto ha l'obiettivo di contribuire a una maggiore offerta sia nel mondo della telefonia sia della banda.

## Servizi offerti
I servizi offerti con il Wireless Local Loop sono numerosi:
- servizi internet e internet veloce;
- servizi di trasmissione dati: servizi basati su ISDN, Frame Relay, ATM;
- servizi di interconnessione LAN-LAN e LAN-WAN;
- servizi voce: fonia locale, nazionale e internazionale;
- circuiti numerici dedicati;
- Video on Demand, Near Video on Demand, Download di software, Musica on Demand.

## Licenze assegnate
Sempre l'AGCOM ci informa che "le licenze hanno un ambito territoriale corrispondente al territorio di una singola regione italiana, ovvero al territorio delle Province autonome di Trento e di Bolzano, ai sensi del punto 2, paragrafo 1, del bando di gara.
Ad uno stesso soggetto può essere assegnata una sola licenza per area di estensione geografica (per singola regione, ovvero per la Provincia autonoma di Trento, ovvero per la Provincia autonoma di Bolzano).
L'eventuale aggiudicazione di frequenze in più aree di estensione geografica a favore del medesimo soggetto, non dà luogo al rilascio di un'unica licenza."
L'elenco degli assegnatari delle licenze WLL è molto corposo, e tra gli altri vi figurano: TIM, Wind Tre, Vodafone Italia, Fastweb, Linkem, Eolo.